# André Latreille
Pour les articles homonymes, voir Latreille.
Ne doit pas être confondu avec André Latrille ou Pierre-André Latreille.
André Latreille, né le 29 avril 1901 à Lyon et mort le 25 juillet 1984 à Neuville-sur-Saône est un intellectuel et historien français.

## Biographie

### Jeunesse et études
André Latreille effectue ses études au lycée Ampère. Il s'inscrit ensuite à la faculté des lettres de Lyon, deux établissements où son propre père, Camille Latreille, avait été professeur. Il passe à 22 ans l'agrégation d'histoire et géographie avec succès.
Il enseigne d'abord au Lycée Blaise-Pascal de Clermont-Ferrand (1924-26), au lycée Thiers de Marseille (1926-28), puis au lycée Ampère de Lyon.
Après la publication de sa thèse de doctorat (1935), il est nommé en 1937 maître de conférences en histoire contemporaine à la faculté des lettres de Poitiers.

### Parcours professionnel
Durant l'Occupation, à Poitiers, il aide des familles juives à échapper à la déportation,,,. Gaulliste de la première heure,, il se déplace à Paris dès décembre 1940 afin de mettre en garde le cardinal Suhard contre les risques que représentait l'inféodation à Vichy,,. Avec d'autres catholiques de Poitiers (comme Réné Savatier, Louis Cartan, Hélène Durand), ils s'émeuvent du sort réservé aux juifs et tziganes. Ils forment un comité et réclament à l'évêque de Poitiers, Mgr Mesguen, une condamnation publique, qui ne viendra jamais.
En aout 1944, il est membre du "noyau" du Comité de libération du département de la Vienne, qu'il quitte en novembre 1944 lorsqu'il est appelé par le Général De Gaulle comme directeur des Cultes au Ministère de l'Intérieur du gouvernement provisoire. Il y est notamment chargé de régler l'épineux problème des évêques ayant collaboré avec le régime de Vichy. Il accomplira cette tâche avec doigté et modération aidé par le nouveau nonce nommé à Paris, Monseigneur Roncalli, futur pape Jean XXIII.
En août 1945, il est élu à la chaire d’histoire moderne de la faculté des lettres de l'Université de Lyon, où il enseignera jusqu’à sa retraite en 1971, refusant, à plusieurs reprises, un poste à la Sorbonne. Il est doyen de la Faculté de 1956 à 1959, puis doyen honoraire.
Pour autant son activité professionnelle ne se limite pas aux murs de sa Faculté :
- D'octobre 1947 à février 1948, il donne une série de cours inauguraux à l'Université Laval de Québec, dont il aide à organiser l'Institut d'Histoire et de Géographie ; il y revient en mission à 3 reprises en 1950, 1957 et 1960, à la demande du Recteur Parent[14].
- Il enseigne à l'Institut d'études politiques de Lyon, puis à celui de Grenoble.
- Au début des années 1960, il crée le département d'Histoire du Centre universitaire de Saint-Étienne, embryon de la future Université Jean Monnet.
- Il est appelé à plusieurs reprises pour des cycles de conférences à Beyrouth (Liban) et à Tananarive (Madagascar).

De 1945 à 1974, il est membre du Comité consultatif des Universités, ancêtre de l'actuel Conseil national des universités.
Après la Seconde Guerre mondiale, il donne un cours sur le christianisme aux côtés d'Étienne Gilson et de Gabriel Le Bras à l'Institut d'études politiques de Paris.
Contemporain de l'« École des Annales », il garde comme historien une ligne très personnelle, exigeante, qui lui fait critiquer toutes les facilités que se donnent aussi bien les « essayistes en mal d'Histoire » que tel théoricien qui décrit « des modes de vie et non des vivants ».
De septembre 1945 à novembre 1972, à la demande de son ami Hubert Beuve-Méry, fondateur du journal Le Monde, il tient régulièrement dans ce journal une chronique de critique historique (plus de 230 articles publiés), aussi appréciée des amateurs d'Histoire que redoutée des auteurs d'ouvrages.
En 1956, il fonde la revue Les Cahiers d’histoire, et en 1962 le Centre régional interuniversitaire d'histoire religieuse, qui organisa de 1953 à 1980 plusieurs colloques internationaux. En 1974, à la suite de la scission de l'Université de Lyon, le centre est rattaché à l’Université Lumière Lyon 2, associant des chercheurs de six Universités de la région Rhône-Alpes. Ce centre de recherches jouera un rôle important dans la lutte contre le négationnisme, dans les années 1978-1980, lors de la première affaire Faurisson. Il porte depuis 1984 le nom de Centre André Latreille.
Durant toute sa carrière, il ajoute à ses activités d'enseignement et de publication une intense activité de conférencier, en France et à l'étranger. La rigueur et la clarté de ses exposés en font un orateur très demandé. Son talent d'orateur et ses qualités de pédagogue ont séduit des générations d'étudiants et d'amateurs d'Histoire.
Profondément catholique, membre actif dès sa jeunesse de la Chronique Sociale, et à ce titre très engagé dans la société, il fut une des figures du Centre catholique des intellectuels français (CCIF), du Cercle Tocqueville, de la Paroisse Universitaire (association des chrétiens de l'Enseignement public).
Convaincu que « la laïcité de la société n'est que l'expression juridique de la liberté de l'acte de foi »,,, , il défendit toute sa vie la participation des chrétiens à l'enseignement public, et ses analyses faisaient référence dans les débats relatifs à l'école libre (Loi Barangé, Loi Debré), ce qui lui valut des ennemis dans les deux camps.
En mars 1957, il fait partie des 357 personnalités chrétiennes qui signent une lettre ouverte au président de la République pour dénoncer les méthodes de « pacification » employées par la police et l'armée en Algérie,.
Membre de l'Académie du Gourguillon et des Pierres Plantées sous le nom de Auguste Plante-Vigne il ne dédaignait pas la culture de sa ville de Lyon. L'Almanach des Amis de Guignol, le Littré de la Grand'Côte et La plaisante sagesse lyonnaise lui étaient aussi familiers que les œuvres d'Alexis de Tocqueville ou de Paul Claudel. Cet amour du terroir lié à une compétence universitaire rare en a fait une figure lyonnaise particulièrement estimée,.
Il était officier de la Légion d'honneur, commandeur de l'Ordre des Palmes académiques, membre émérite de l'Académie des sciences, belles-lettres et arts de Lyon (qu'il présida en 1972), membre correspondant de l'Institut de France (Académie des sciences morales et politiques), commandeur de l'Ordre de Saint-Grégoire-le-Grand, Chevalier de l'ordre du Mérite de la République italienne, docteur honoris causa de l'Université Laval (Québec) et membre de l'Académie de Mâcon.
Il a épousé le 13 septembre 1924 Suzanne Ruplinger, dont il eut dix enfants entre 1925 et 1944 (dont Geneviève, psychologue, et François, mathématicien,). Il disparut peu avant de pouvoir fêter leurs noces de diamant.

## Publications

### Ouvrages
- André Latreille, Napoléon et le Saint-Siège, 1801-1808 : L'Ambassade du Cardinal Fesch à Rome (thèse de doctorat ès lettres), Paris, Félix Alcan, 1935, 626 p. (présentation en ligne) — Prix d'Académie de l'Académie Française en 1935
- André Latreille, Le Catéchisme impérial de 1806 : Etudes et documents pour servir à l'histoire des rapports de Napoléon et du clergé concordataire (thèse complémentaire), Paris, Les Belles Lettres, 1935 (présentation en ligne, lire en ligne).
- André Latreille, Comment l'Allemagne a déchaîné la guerre, Lyon, Chronique sociale de France, coll. « la Veilleuse », 1940.
- André Latreille, Comment s'est formée la France, Paris, Presses Universitaires de France, coll. « Bibliothèque du Peuple », 1942, 64 p..
- André Latreille, L'Explication des textes historiques : méthode d'explication et choix de textes, Paris, Hachette, 1943, 274 p..
- L'Église catholique et la Révolution française :
  - André Latreille, L'Église catholique et la Révolution française, t. I : Le pontificat de Pie VI et la crise française (1775-1799), Paris, Hachette, 1946 (réimpr. 1970,2019) (ISBN 978-2-204-13581-8, SUDOC 240833325) — Grand prix Gobert d'Histoire de l'Académie Française en 1947
  - André Latreille, L'Église catholique et la Révolution française, t. II : L'ère napoléonienne et la crise européenne 1800-1815, Paris, Hachette, 1946 (réimpr. 1970, 2019) (ISBN 978-2-204-13581-8, SUDOC 240833325) — Grand prix Gobert d'Histoire de l'Académie Française en 1947
- André Latreille, André Siegfried, Etienne Gilson, Louis Massignon et René Grousset, Les Forces religieuses et la Vie politique, Paris, Armand Colin, coll. « Cahiers de la Fondation nouvelle des Sciences politiques », 1951.
- Histoire du catholicisme en France :
  - André Latreille, Étienne Delaruelle et Jean-Rémy Palanque, Histoire du catholicisme en France, vol. I : Des origines à la chrétienté médiévale, Paris, Spes, 1957 (réimpr. 1964)
  - André Latreille, Étienne Delaruelle et Jean-Rémy Palanque, Histoire du catholicisme en France, vol. II : Sous les rois très chrétiens, Paris, Spes, 1957 (réimpr. 1964).
  - André Latreille, Étienne Delaruelle, Jean-Rémy Palanque et René Rémond, Histoire du catholicisme en France, vol. III : La période contemporaine, Paris, Spes, 1957 (réimpr. 1964)
- André Latreille, La Seconde Guerre mondiale : 1939-1945 : essai d'analyse, Paris, Hachette, 1966, 364 p. (lire en ligne)
- André Latreille, L'Ère napoléonienne, Paris, Armand Colin, coll. « Collection U. Série Histoire contemporaine », 1974, 383 p. (SUDOC 000046000)
- André Latreille, André-Marie Ampère : l'homme, la pensée, l'influence, Poleymieux-au-Mont-d'Or, Société des amis d'André-Marie Ampère, coll. « extrait des Cahiers d'histoire », 1975, 21 p.
- André Latreille (préf. Hubert Beuve-Méry), De Gaulle, la Libération et l’Église catholique, Paris, Éditions du Cerf, 1978 (réimpr. 2011), 146 p. (ISBN 2-204-01203-3 et 9782271072450) —  Prix Véga et Lods de Wegmann de l'Académie Française en 1978

Plusieurs de ces ouvrages ont été traduits, en espagnol, en portugais ou encore en japonais.

### Ouvrages collectifs
- Arthur Kleinclausz (dir.), Déniau, Roger Doucet, Dubois, Dutacq, Camille Germain de Montauzan, Pouzet et André Latreille (3 volumes), Histoire de Lyon, Masson, 1939-1952 (réimpr. Laffitte, Marseille, 1978).
- Édouard Perroy, Roger Doucet et André Latreille, Histoire de la France pour tous les Français, Hachette, 1950.
- Léon Foillard (préf. André Latreille, ill. Luc Barbier), Le vin de nos vignes : Souvenirs et pages d'autrefois, Villefranche-en-Beaujolais, Éditions du Cuvier, 1950, 131 p.
- Centre de sciences politiques de l'institut d'études juridiques de Nice, la Laïcité, Paris, Presses Universitaires de France, coll. « bibliothèque des centres d'études supérieures spécialisées », 1960, 586 p. (lire en ligne), « l'Église catholique et la laïcité ».
- André Latreille et Joseph E. Cunneen, The catholic church and the secular state : the church and the secularization of modern societies, University of North Carolina Press, 1963 (lire en ligne).
- Auteur non connu (préf. André Latreille), Chronique des prêtres-ouvriers : 1942-1959, Paris, Éditions universitaires, coll. « chrétienté nouvelle », 1963, 175 p. (BNF 32950863, SUDOC 054400082).
- Catholicisme et Liberté : correspondance inédite de Charles de Montalembert 1852-1870, Cerf, Paris, 1970, avec J.Gadille
- André Latreille (dir.) et Richard Gascon, Histoire de Lyon et du Lyonnais, Toulouse, Privat, coll. « Univers de la France et des pays francophones », 1975 (réimpr. 1988), 511 p. (ISBN 2-7089-4751-6).
- Articles d'encyclopédies :
  - L'encyclopédie française Larousse
  - The New Catholic Encyclopedia, the Catholic University of America, Washington.

### Contributions récurrentes
- Collaboration régulière à diverses revues, notamment Esprit[37], la Vie intellectuelle, Les Cahiers d'histoire.
- Nombreux articles d'actualité dans Le Monde (1945-1972) et La Croix (1969-1984)[38].
- interventions à l'Académie des sciences, belles-lettres et arts de Lyon[39]

## Distinctions
- Officier de la Légion d'honneur
- Commandeur de l'ordre des Palmes académiques

### Vatican
- Commandeur de l'ordre de Saint-Grégoire-le-Grand

### Italie
- Chevalier de l'ordre du Mérite‎[35]

## Sources
- André Latreille, par Jean-Marie Mayeur, in: Encyclopedia Universalis, Universalia.
- Jean Hamelin, Histoire de l'Université Laval : les péripéties d'une idée, Sainte-Foy, Presses de l'Université Laval, 1995 (ISBN 2-7637-7382-6, lire en ligne).
- Cahiers d'histoire, revue du Comité historique du Centre-Est.
- « André latreille est mort », Le Monde,‎ 27 juillet 1984 (lire en ligne, consulté le 31 janvier 2023).
- Jean-Pierre Husson, La Marne et les Marnais à l'épreuve de la Seconde Guerre mondiale, vol. 1998, t. 1 (thèse de doctorat en Histoire), Presses universitaires de Reims, 2e éd. (SUDOC 086777785, lire en ligne), p. 362-382.
- Archives de la Vienne (série 112 W, "comité départemental de libération").
- Jean-Rémy Bézias, Georges Bidault et la politique étrangère de la France (États-Unis, Europe, Proche-Orient), 1944-1948, L'Harmattan, 2006.
- Gérard Chauvy, « Les lyonnais qui ont marqué le siècle : André Latreille : historien, catholique... et lyonnais », Le Progrès,‎ 12 septembre 1999
- Jacques Godechot, « Nécrologie André Latreille », Annales historiques de la Révolution française, no 259,‎ 1985, p. 131-134 (lire en ligne, consulté le 24 juillet 2023).
- Notice biographique et liste de publications, sur le site du Comité des travaux historiques et scientifiques.
- Maryannick Lavigne-Louis et Dominique Saint-Pierre (dir.), « André Latreille », dans Dictionnaire historique des Académiciens de Lyon : 1700-2016, Lyon, éd. ASBLA de Lyon, 2017 (ISBN 978-2-9559-4330-4, présentation en ligne), p. 764-766. .
- Guy Duboscq, « André Latreille 1901-1984 », Revue d'histoire de l'Église de France, vol. 70, no 185,‎ 1984, p. 273-275 (DOI 10.3406/rhef.1984.3335, lire en ligne, consulté le 24 juillet 2023).
- André Fugier, « Latreille (André), Le catéchisme impérial de 1806. Etudes et documents pour servir à l'histoire des rapports de Napoléon et du clergé concordataire, 1935 », Revue d’Histoire Moderne & Contemporaine, vol. 13, no 31,‎ 1938, p. 83–85 (lire en ligne, consulté le 27 novembre 2023)
- Mélanges offerts à M. le Doyen André Latreille : Religion et Politique ; Les deux guerres mondiales ; Histoire de Lyon et du Sud-Est (préf. Marcel Pacaut, Jacques Gadille, Jean-Marie Mayeur, Hubert Beuve-Méry), Lyon, Audin, coll. « Collection du Centre d'Histoire du Catholicisme », 1972 (BNF 35315703, présentation en ligne).
- Henri Hours et Jean Pouilloux, « André latreille (1901-1984) Membre Emérite », Mémoires de l'Académie des sciences, belles-lettres et arts de Lyon, vol. T39,‎ 1985, p. 22 à 26 (ISSN 0767-8975, BNF 34402748, lire en ligne, consulté le 12 octobre 2024).